# Warwick (Geórgia)
Warwick é uma cidade localizada no estado americano de Geórgia, no Condado de Worth.

## Demografia
Segundo o censo americano de 2000, a sua população era de 430 habitantes.
Em 2006, foi estimada uma população de 418, um decréscimo de 12 (-2.8%).

## Geografia
De acordo com o United States Census Bureau tem uma área de 2,1 km², dos quais 2,1 km² cobertos por terra e 0,0 km² cobertos por água. Warwick localiza-se a aproximadamente 76 m acima do nível do mar.

## Localidades na vizinhança
O diagrama seguinte representa as localidades num raio de 32 km ao redor de Warwick.